# Tecnologías IDE
Tecnologías IDE es una compañía israelí de desalinización de agua.

## Historia
La compañía fue fundada en 1965. Sus instalaciones están en el Parque Industrial Hasharon en Kadima, Israel. Su Director es Asaf Bartfeld, mientras su CEO Presidente y Agente Ejecutivos es Avshalom Felber.
En Israel,  ha construido plantas de desalinización en Hadera, Ashkelon y Soreq.
En 2013, acordó diseñar el Carlsbad la Planta de Desalinización de Carlsbad, California. Esta planta espera ser completada en 2016. Otros proyectos en construcción incluyen plantas en India, Chile, Venezuela y México.

## Propiedad
Es copropiedad de Sustancias químicas de Israel y Delek, Luego que Delek adquirió un 50% de la compañía en 2002. Por 2014, ambas entidades apalabraron vender IDE Tecnologías a un inversor extranjero a obviate el boicot de Liga árabe de Israel.